# Triumph Thruxton
Pour les articles homonymes, voir Thruxton.
La Thruxton est un modèle de moto construit par la firme britannique Triumph, faisant partie de la gamme Modern Classic.

## Historique
En 1969, sur le circuit de Thruxton dans le Hampshire, trois Bonneville finirent aux trois premières places des 500 miles de Thruxton. Cette victoire donna la vie à une lignée de Bonneville, les T120R, préparées pour la compétition.
En 2004, Triumph présente la 900 Thruxton. Elle dépoussière également un style cher aux amateurs d'anglaises, les Café racer.

Esthétiquement, elle est très dépouillée. Le chrome est présent, sur les carters, le phare, jusqu'à la coque arrière. Un drapeau à damier court le long du réservoir et du dosseret de selle des modèles 2004 à 2006, remplacé par trois bandes blanches en 2007.
Bien que la position de conduite soit plutôt typée sport avec des guidons bracelet et des commandes reculées, elle s'avère assez confortable. Les deux échappements mégaphones chromés donnent un son grave au moteur.
La Thruxton utilise un moteur de 800 Bonneville réalésé à 90 mm. Il en résulte une cylindrée de 865 cm³ pour 70 chevaux. Il utilise des arbres à cames et des carburateurs différents.
La partie cycle se compose d'un cadre double berceau. La suspension arrière fait appel à deux combinés. Le freinage est assuré à l'avant par un simple disque de 320 mm de diamètre pincé par un étrier Nissin à deux pistons, et, à l'arrière, par un simple disque de 255 mm de diamètre pincé également par un étrier Nissin à deux pistons.
Le préparateur français Mécatwin propose, en 2005, en partenariat avec l'importateur Triumph, un kit appelé « Pack Thruxton », comprenant un guidon plat, un rabaissement de la machine de 30 mm, de tés de fourche et pontets de guidon Mécatwin, de rétroviseurs différents. Ce kit est vendu chez les concessionnaires Triumph et la machine équipée avec coûte le même pix qu'une Thruxton standard.
En 2008, la Thruxton adopte l'alimentation par injection électronique. Afin de ne pas dénaturer l'esthétique générale néo-rétro, le corps des injecteurs est camouflé dans un simili-carburateur. Les bandes qui courent le long de la carrosserie sont désormais de couleur. Les rétroviseurs sont fixés au bout des guidons et celui-ci est rehaussé.
En l'hommage du Ace Café de Brighton en 2015, Triumph sort une édition spéciale la "Thruxton Ace". Le logo du Ace Café est apposé sur un réservoir blanc à bande de damier, les flancs noir et la coque de selle. Cette édition a également le droit à sa propre selle Oxblood et ses rétroviseurs en bout de guidons. Chaque moto est authentifiée par une plaque sur le guidon.
Les différentes coloris disponibles sont :
- 2004 : Sunset Red/Silver et Jet Black/Silver
- 2005 et 2006 : Jet Black/Silver, Caspian Blue/Silver et Racing Yellow/Silver
- 2007 : Jet Black et Tornado Red
- 2008[2] : Jet Black/Gold, Chromium/Red et Tornado Red/White
- 2009[3] et 2010 [4]: Jet Black/Gold et Tornado Red/White
- 2011 et 2012 : Phantom Black/Gold Stripe et Diablo Red/White Stripe
- 2013 et 2014: Phantom Black/Gold Stripe et Brooklands Green/Gold Stripe
- 2015 : Phantom Black/Gold Stripe, Brooklands Green/Gold Stripe et Pure White/Jet Black (édition spéciale)